# تابستان جزیره استاتن
تابستان جزیره استاتن یا تابستان استتن آیلند (به انگلیسی: Staten Island Summer) فیلمی محصول سال ۲۰۱۴ و به کارگردانی جو هان است. در این فیلم بازیگرانی همچون گراهام فیلیپس، زک پرلمن، اشلی گرین، بابی موینیهان، سسیلی استرانگ، جیم گافیگان، جینا گرشان، وینسنت پاستوره، کیت والش، اوون بنجامین، کالین جست، مری بیردسون، کیت مک‌کینون، متد من و پنی مارشال ایفای نقش کرده‌اند.